# Темен-Рингенвалде
Темен-Рингенвалде (њем. Temmen-Ringenwalde) општина је у њемачкој савезној држави Бранденбург. Једно је од 34 општинска средишта округа Укермарк. Према процјени из 2010. у општини је живјело 664 становника. Посједује регионалну шифру (AGS) 12073569.

## Географски и демографски подаци
Темен-Рингенвалде се налази у савезној држави Бранденбург у округу Укермарк. Општина се налази на надморској висини од 67 метара. Површина општине износи 63,2 km². У самом мјесту је, према процјени из 2010. године, живјело 664 становника. Просјечна густина становништва износи 11 становника/km².